# Lijst van rijksmonumenten in Leiden/Roodenburgerdistrict
Het Roodenburgerdistrict van Leiden kent 19 inschrijvingen in het rijksmonumentenregister; hieronder een overzicht.

## Burgemeesterswijk
De Burgemeesterswijk kent 2 rijksmonumenten:
| Object            | Oorspronkelijke functie? | Bouwjaar | Architect              | Locatie               | Coördinaten?                | Nr.?   | Afbeelding        |
| ----------------- | ------------------------ | -------- | ---------------------- | --------------------- | --------------------------- | ------ | ----------------- |
| Villa De Hoekstee | Vanwege onderdelen kerk  | 1904     | Willem Cornelis Mulder | Zoeterwoudsesingel 50 | 52° 9' 9" NB, 4° 29' 57" OL | 515052 | Villa De Hoekstee |
| Oud kath. kerk    | Kerk en kerkonderdeel    | 1925     | B. Buurman             | Zoeterwoudsesingel 50 | 52° 9' 9" NB, 4° 29' 57" OL | 515053 | Meer afbeeldingen |

## Meerburg
De Meerburg kent 2 rijksmonumenten:
| Object                  | Oorspronkelijke functie? | Bouwjaar | Architect      | Locatie           | Coördinaten?                 | Nr.?   | Afbeelding              |
| ----------------------- | ------------------------ | -------- | -------------- | ----------------- | ---------------------------- | ------ | ----------------------- |
| Watertoren              | Nutsbedrijf              | 1908     | W.C. van Manen | Hoge Rijndijk 154 | 52° 9' 18" NB, 4° 30' 52" OL | 515106 | Meer afbeeldingen       |
| Twee dubbele woonhuizen | Woonhuis                 | 1927     | Job G. Hansen  | Roomburgerweg 13  | 52° 9' 10" NB, 4° 30' 49" OL | 515128 | Twee dubbele woonhuizen |

## Professorenwijk
De Professorenwijk kent 8 rijksmonumenten:
| Object | Oorspronkelijke functie?  | Bouwjaar                            | Architect                              | Locatie              | Coördinaten?                 | Nr.?   | Afbeelding |
| --- | ------------------------- | ----------------------------------- | -------------------------------------- | -------------------- | ---------------------------- | ------ | --- |
| Rodenburgermolen | Industrie- en poldermolen | 1893 (gebouwd) ca. 1910 (vernieuwd) |                                        | Kanaalweg 80         | 52° 8' 47" NB, 4° 30' 12" OL | 25659  | Meer afbeeldingen |
| Reeks rijtjeshuizen, opgetrokken in rode baksteen met twee bouwlagen en kapverdieping onder een hoog zadeldak | Woonhuis                  | 1934-36                             | A.J. Kropholler en H.A. van Oerle      | Lammenschansweg 8    | 52° 9' 5" NB, 4° 29' 42" OL  | 515068 | Reeks rijtjeshuizen, opgetrokken in rode baksteen met twee bouwlagen en kapverdieping onder een hoog zadeldak |
| Twee lantaarns met zitbanken | Straatmeubilair           | 1935                                |                                        | Lammenschansweg 40   | 52° 9' 1" NB, 4° 29' 45" OL  | 515071 | Twee lantaarns met zitbanken |
| Sint-Petruskerk: basiliek | Kerk en kerkonderdeel     | 1935-1936                           | A.J. Kropholler                        | Lammenschansweg 40 A | 52° 9' 2" NB, 4° 29' 45" OL  | 515066 | Meer afbeeldingen |
| Reeks rijtjeshuizen, opgetrokken in rode baksteen met twee bouwlagen en kapverdieping onder een hoog zadeldak | Woonhuis                  | 1934-35                             | A.J. Kropholler en H.A. van Oerle      | Lorentzkade 1        | 52° 9' 5" NB, 4° 29' 43" OL  | 515069 | Meer afbeeldingen |
| Sint-Petruskerk: pastorie | Kerkelijke dienstwoning   | 1935-36                             | A.J. Kropholler                        | Lorentzkade 16 A     | 52° 9' 2" NB, 4° 29' 47" OL  | 515067 | Sint-Petruskerk: pastorie |
| Reeks rijtjeshuizen met beneden- en bovenwoningen | Woonhuis                  | 1934-1935                           | Alexander Kropholler en H.A. van Oerle | Zeemanlaan 2         | 52° 8' 59" NB, 4° 29' 42" OL | 515070 | Reeks rijtjeshuizen met beneden- en bovenwoningen |
| Reeks rijtjeshuizen, opgetrokken in rode baksteen met twee bouwlagen en kapverdieping onder een hoog zadeldak met rode verbeterde Romaanse pannen en een overstekende goot op klampen, waarvan de nok evenwijdig aan de voorgevel loopt | Woonhuis                  | 1934-1935                           |                                        | Zeemanlaan 24        | 52° 9' 0" NB, 4° 29' 46" OL  | 515072 | Reeks rijtjeshuizen, opgetrokken in rode baksteen met twee bouwlagen en kapverdieping onder een hoog zadeldak met rode verbeterde Romaanse pannen en een overstekende goot op klampen, waarvan de nok evenwijdig aan de voorgevel loopt |

## Rijndijkbuurt
De Rijndijkbuurt kent 2 rijksmonumenten:
| Object                                                                                | Oorspronkelijke functie? | Bouwjaar                | Architect             | Locatie            | Coördinaten?                 | Nr.?   | Afbeelding        |
| ------------------------------------------------------------------------------------- | ------------------------ | ----------------------- | --------------------- | ------------------ | ---------------------------- | ------ | ----------------- |
| Koninklijk Militair-Invalidenhuis                                                     | Gezondheidszorg          | 1913                    | C.B. Posthumus Meyjes | Hoge Rijndijk 23 B | 52° 9' 17" NB, 4° 30' 25" OL | 515111 | Meer afbeeldingen |
| Siersmeedijzeren toegangshek, zandstenen palen, afkomstig van buitenplaats Rijnstroom | Erfscheiding             | 1740 (zandstenen palen) |                       | Hoge Rijndijk 25   | 52° 9' 17" NB, 4° 30' 30" OL | 25664  | Meer afbeeldingen |

## Roomburg
De Roomburg kent 4 rijksmonumenten:
| Object | Oorspronkelijke functie? | Bouwjaar            | Architect | Locatie           | Coördinaten?                 | Nr.?   | Afbeelding |
| --- | ------------------------ | ------------------- | --------- | ----------------- | ---------------------------- | ------ | --- |
| Buitenzorg | Gebouw                   | 1652                |           | Hoge Rijndijk 316 | 52° 9' 0" NB, 4° 31' 22" OL  | 24815  | Buitenzorg |
| Landhuis met rechte kroonlijst door consoles gedragen Uitgebouwde veelzijdige koepel aan de Rijn                                                                                    | Woonhuis                 |                     |           | Hoge Rijndijk 320 | 52° 8' 60" NB, 4° 31' 22" OL | 24816  | Landhuis met rechte kroonlijst door consoles gedragen Uitgebouwde veelzijdige koepel aan de Rijn                                           |
| Terrein waarin overblijfselen van het Romeinse castellum Matilone en van het Middeleeuwse klooster van St. Margaretha der Tertiarissen O.L.V. in Jeruzalem tot St. Margarethenberch | Archeologisch monument   | Romeins/middeleeuws |           |                   | 52° 8' 58" NB, 4° 31' 4" OL  | 45576  | Meer afbeeldingen |
| Terrein waarin sporen van het kanaal van Corbulo en kampdorp uit de Romeinse tijd en mogelijke bewoningssporen uit de Vroege Middeleeuwen.                                          | Archeologisch monument   |                     |           |                   | 52° 8' 59" NB, 4° 30' 49" OL | 531040 | Terrein waarin sporen van het kanaal van Corbulo en kampdorp uit de Romeinse tijd en mogelijke bewoningssporen uit de Vroege Middeleeuwen. |